# عبد الملك المخلافي
عبد الملك عبد الجليل علي المخلافي (و. 1959 – ) سياسي يمني، نائب رئيس الوزراء وزير الخارجية الأسبق. مستشار رئيس الجمهورية، وهو عضواً في التنظيم الوحدوي الشعبي الناصري.

## النشأة والتعليم
ولد في 19 أغسطس/آب 1959، في قرية الحصين (المخلاف) بمحافظة تعز لأسرة يمنية توارثت الفقه والقضاء لمئات السنين. تلقى تعليمه الأولي على يد جده الفقيه علي ردمان المخلافي، ودرس جزء من الابتدائية في قريته ثم انتقل إلى مدينة تعز ليكمل دراسته حتى تخرج من الثانوية. حصل على الليسانس في الشريعة والقانون من جامعة صنعاء عام 1984. في سن الخامسة عشرة انتمى إلى التنظيم الوحدوي الشعبي الناصري في اليمن وسرعان ما صعد نجمه في التنظيم إذ تولى عددًا من المواقع القيادية قبل انتخابه أمينا عاما للتنظيم في يوليو/تموز عام 1982 وكان عمره آنذاك 23 عاما، وفي فترة من أصعب الفترات في تاريخ التنظيم بعد فشل حركة تشرين الأول وحالة الانشقاقات والاختراقات التي تعرض لها التنظيم.

## المناصب السياسية
- عضو اللجنة العليا للانتخابات (18 أغسطس 1992- 1997.
- عُين في 1997 مستشاراً لرئيس الجمهورية لشؤون الانتخابات بنا على طلب المعارضة وإتفاقها مع الحزب الحاكم، وفي مايو 1997 عُين عضواً في المجلس الاستشاري.
- عضو مجلس الشورى (وهو الغرفة الثانية للبرلمان اليمني) خلال الفترة 2001-2015.
- في نوفمبر 2015 شكل الرئيس اليمني، عبد ربه منصور هادي٬ وفد الحكومة الشرعية للمشاركة في المشاورات المرتقبة مع الانقلابيين٬ برعاية الأمم المتحدة٬ واختار المخلافي، عضو مجلس الشورى، رئيساً للوفد.
- تولى منصب وزير الخارجية اليمني منذ 1 ديسمبر 2015 في حكومة بحاح وحكومة بن دغر حتى 23 مايو 2018، وأيضاً نائباُ لرئيس الوزراء في الفترة ذاتها، ثم عيُن مستشاراً لرئيس الجمهورية في مايو 2018.
- عضو هيئة التشاور والمصالحة المساندة لمجلس القيادة الرئاسي من 7 أبريل 2022.

## النشاطات القومية
عضو مؤسس للمؤتمر القومي العربي 1990، انتُخب أكثر من مرة لعضوية الأمانة العامة واللجنة التنفيذية للمؤتمر القومي. وفي الدورة 23 للمؤتمر القومي العربي المنعقدة في تونس خلال الفترة 3-6 يونيو 2012، أمينا عاما للمؤتمر. وهو أيضاً عضو مؤسس للمؤتمر القومي الإسلامي 1994 وعضو لجنة التنسيق والمتابعة للمؤتمر سابقا.
| المناصب السياسية        | المناصب السياسية                                  | المناصب السياسية  |
| ----------------------- | ------------------------------------------------- | ----------------- |
| سبقه                    | وزير الخارجية اليمني 4 أبريل 2016 - 23 مايو 2018  | تبعه خالد اليماني |
| سبقه رياض ياسين عبدالله | وزير الخارجية اليمني 1 ديسمبر 2015 - 4 أبريل 2016 | تبعه              |